# Ligny-en-Brionnais
Ligny-en-Brionnais este o comună în departamentul Saône-et-Loire, Franța. În 2009 avea o populație de 349 de locuitori.

## Evoluția populației
| An        | 1975 | 1982 | 1990 | 1999 | 2006 | 2009 |
| --------- | ---- | ---- | ---- | ---- | ---- | ---- |
| Populație | 332  | 325  | 298  | 295  | 346  | 349  |